# Zenkō-ji (Gifu)

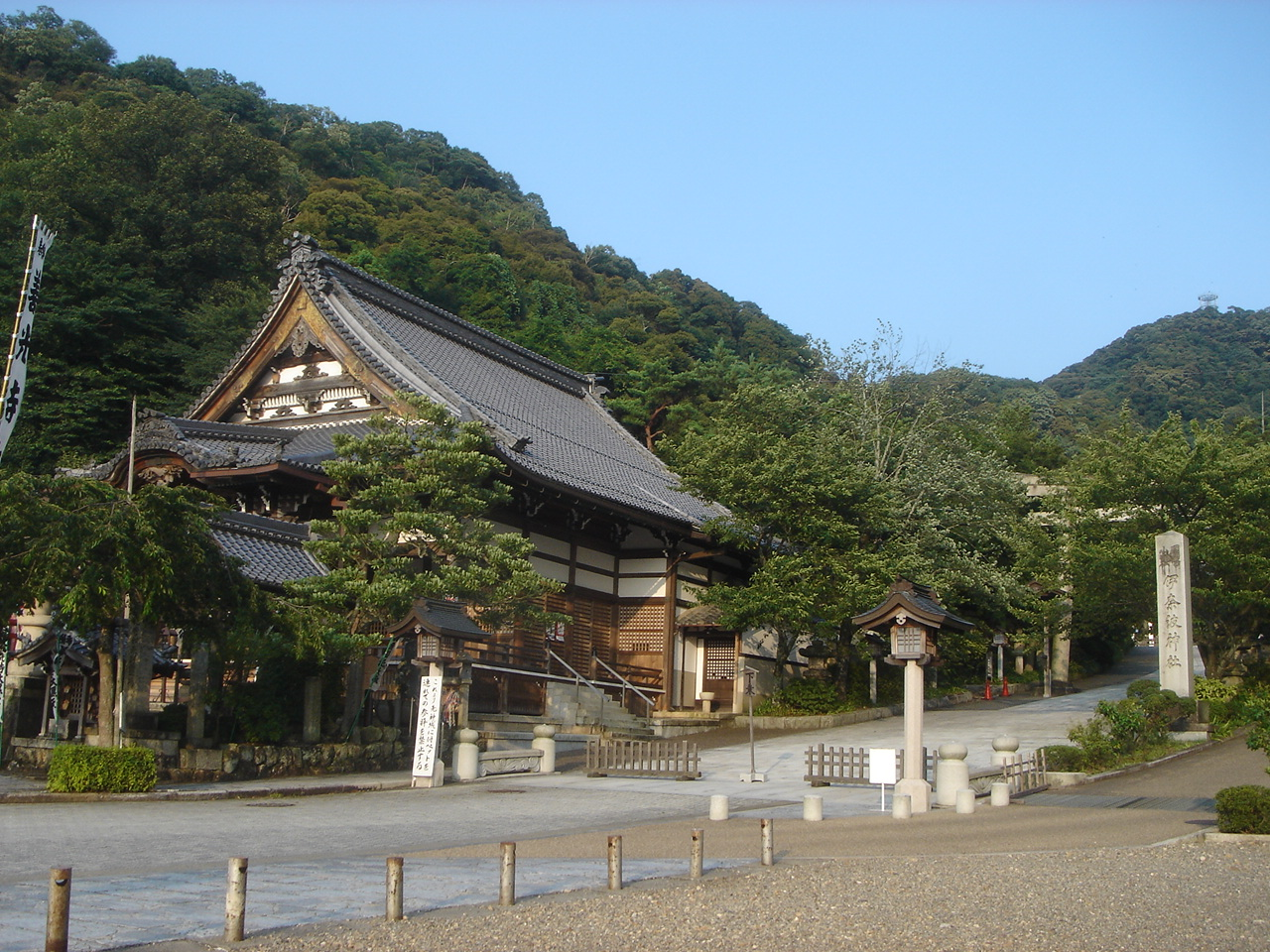
Vue latérale du Zenkō-ji

Le Zenkō-ji (善光寺) est un temple bouddhiste de l'école Shingon de la province de Mino (de nos jours Gifu, préfecture de Gifu au Japon. C'est une branche du Daigo-ji à Kyoto. Il est également appelé le Gifu Zenkō-ji (岐阜善光寺) et le Inaba Zenkō-ji (伊奈波善光寺). La date de construction du temple est inconnue, mais se situe entre 1592 et 1600 lorsqu'Oda Nobunaga réside au château de Gifu voisin. Il reçoit le nom Zenkō-ji Anjō-in (善光寺安乗院) au début de l'époque d'Edo parce que les deux temples sont alors fusionnés.

## Histoire
En 1582, après la mort de Takeda Shingen et de Takeda Katsuyori, Nobunaga apporte les gohonzon du Zenkō-ji à Inaba-jinja en provenance de la proche  province de Shinano. Cependant, après la mort de Nobunaga lors de  l'incident du Honnō-ji cette même année, son fils Oda Nobukatsu apporte les  gohonzon (objets fondamentaaux de vénération) à Jimoku-ji (甚目寺) dans ce qui est à présent la préfecture d'Aichi.
Cependant, les gohonzon, tombent plus tard entre les mains de Tokugawa Ieyasu qui les apporte à un temple de la province d'Ōmi. Ils sont de nouveaux déplacés en 1597 après que Toyotomi Hideyoshi s'en ait emparé et les apporte au Hōkō-ji à Kyoto. L'année suivante ils retournent dans la province de  Shinano. Oda Hidenobu, petit-fils de Nobunaga, construit l'Inaba Zenkōji-dō (伊奈波善光寺堂) pour héberger les gohonzon, époque à laquelle ils sont consacrés.
Les gohonzon sont d'abord partagés entre le Anjō-in (安乗院), le Mangan-ji (満願寺) et le Zenkō-ji. Cependant, après la séparation forcée du Bouddhisme et du Shintoïsme (shinbutsu bunri) en 1868, le Mangan-ji, qui se trouve dans l'enceinte du Inaba-jinja, est démantelé tandis que le Anjō-in devient un temple indépendant et conserve les gohonzon.
Le bâtiment principal est réduit en cendres lors du tremblement de terre de Nōbi. Sa reconstruction ne s'achève qu'en 1912.